# Arquivo sonoro
Em computação, arquivo de som (ou arquivo sonoro) é um formato de arquivo que permite o armazenamento digital de áudio.